# Setge de Miravet (1643)
El setge de Miravet del 1643 fou un episodi de la Guerra dels Segadors.
El febrer del 1643, quan la iniciativa en la guerra ja la portaven les tropes espanyoles, el marquès d'Hinojosa inicià un dur atac al castell de Miravet, una de les defenses més estratègiques de la frontera de l'Ebre en mans franco-catalanes. La fortalesa, però, encimbellada dalt l'espadat, resistí el temps necessari perquè arribés el lloctinent Philippe de La Mothe-Houdancourt el mes de març i aixequés el setge dels castellans, els quals hi van deixar 400 morts i 1.200 presoners.
La victòria de Miravet tingué una gran repercussió a tot el país, fins al punt que les banderes capturades van ser ofertes a Montserrat i els presoners exposats a Barcelona.
Set anys després, però, la fortalesa de Miravet caigué, un cop mort el seu governador Lautrier, en mans de les tropes castellanes del marquès de la Mortara, cosa que els permeté d'instal·lar-se en tota la riba occidental de l'Ebre i, després de construir un pont davant Benissanet, ocupar les poblacions de la riba oriental.